# NK Bugojno Berlin e.V.
NK Bugojno Berlin je amaterski hrvatski nogometni klub iz Berlina. Okuplja hrvatske iseljenike iz Bugojna. Klub je osnovan 1. studenoga 2006. godine.
Osnovali su ga iseljeni bugojanski Hrvati. U Berlinskom magazinu broj 76 iz 2006. ekskluzivno su izvijestili o osnivanju te o prvim danima djelovanja kluba. Od osnutka se deset godina uzastopno natječe u Slobodnoj ligi Berlina, Slobodnoj ligi BFV u Općinskoj natjecateljskoj klasi (Freizeitliga des Berliner Fußball Verbandes in der Bezirksliga). Jeseni 2016. igraju u Freizeit Bezirksliga Staffel 1.
Klupski grb izrađen je po zamisli Igora Pocrnje, a ideju je realizirao Tomislav Marić. Simbolizira crkvu svetog Ante u Bugojnu i kockice hrvatske trobojnice. Berlinski magazin Željko Matić: Nogometni klub Bugojno Berlin , 19. svibnja 2016. (pristupljeno 16. travnja 2017.)</ref>

## Vanjske poveznice
- www.nkBugojno.net 
 Službeno mrežno sjedište kluba
- Profil kluba na društvenoj mreži Facebook
- Rezultati na fussball.de
- Facebook NK Bugojno Berlin
- YouTube Kanal Berlin Dubrovnik. Video svečanog slavlja povodom obilježavanja jubileja 10 godina rada i djelovanja, www.berlinskimagazin.com. Datum objavljivanja: 8. stu 2016.

| Zajednica hrvatskih nogometnih klubova u Njemačkoj Gemeinschaft kroatischer Fußballverein BR Deutschland e.V. | Zajednica hrvatskih nogometnih klubova u Njemačkoj Gemeinschaft kroatischer Fußballverein BR Deutschland e.V. | Zajednica hrvatskih nogometnih klubova u Njemačkoj Gemeinschaft kroatischer Fußballverein BR Deutschland e.V. |
| --- | --- | --- |
| | | |
| NK Cro Sokoli Aachen • CD Croatia Berlin e.V. • NK Croatia Bonn • NK Croatia Essen e.V. • SC Croatia Freiburg • SV NK Croatia Gaggenau e.V. 1971. • DJK Croatia '95 Mainz • KSD Croatia Nürnberg • NK Croatia 1999 Ratingen e.V. • SV Croatia Reutlingen • HSK Croatia Singen • NK Marsonia Frickenhausen • FC Posavina Frankfurt • NK Zagreb Villigen-Schwenningen • KuSV Zrinski Waiblingen • NK Bugojno Berlin e.V. • NK Croatia Sindelfingen • NK Croatia-Zagreb Stuttgart • NK Croatia Bietigheim • NK Croatia Göttingen • NK Zagreb 75 Dortmund • Hajduk Hamburg • Hajduk Kassel • HNK Croatia Mainz 95 | | |
| | | |
| | | |

| Zajednica hrvatskih nogometnih klubova u Njemačkoj Gemeinschaft kroatischer Fußballverein BR Deutschland e.V. | Zajednica hrvatskih nogometnih klubova u Njemačkoj Gemeinschaft kroatischer Fußballverein BR Deutschland e.V. | Zajednica hrvatskih nogometnih klubova u Njemačkoj Gemeinschaft kroatischer Fußballverein BR Deutschland e.V. |
| --- | --- | --- |
| | | |
| NK Cro Sokoli Aachen • CD Croatia Berlin e.V. • NK Croatia Bonn • NK Croatia Essen e.V. • SC Croatia Freiburg • SV NK Croatia Gaggenau e.V. 1971. • DJK Croatia '95 Mainz • KSD Croatia Nürnberg • NK Croatia 1999 Ratingen e.V. • SV Croatia Reutlingen • HSK Croatia Singen • NK Marsonia Frickenhausen • FC Posavina Frankfurt • NK Zagreb Villigen-Schwenningen • KuSV Zrinski Waiblingen • NK Bugojno Berlin e.V. • NK Croatia Sindelfingen • NK Croatia-Zagreb Stuttgart • NK Croatia Bietigheim • NK Croatia Göttingen • NK Zagreb 75 Dortmund • Hajduk Hamburg • Hajduk Kassel • HNK Croatia Mainz 95 | | |
| | | |
| | | |

| Europa | Europa |
| --- | --- |
| | |
| Austrija | Tomislavgrad • Busovača • Čelik • Domagoj • Hajduk • Herceg-Bosna • Hrvatski Dom Linz • Lašva • Lašvanska dolina • Plehan • Posavina Baden • Posavina Beč • Raščica • Ravne Brčko |
| | |
| Belgija | NK Kroacia Antwerpen |
| | |
| Francuska | AS Croatia Villefranche |
| | |
| Italija | US Calcio Montemitro • ASD Isola Croata del Molise |
| | |
| Norveška | NK Croatia Oslo |
| | |
| Njemačka | Cro Sokoli • Croatia Berlin • Croatia Bonn • Croatia Essen • Croatia Freiburg • Croatia Gaggenau • Croatia '95 Mainz • Croatia Nürnberg • Croatia 1999 Ratingen • Croatia Reutlingen • Croatia Singen • Marsonia • Posavina • Zagreb • KuSV Zrinski • Bugojno • Croatia Sindelfingen • Croatia-Zagreb • Croatia Bietigheim • Croatia Göttingen • Zagreb 75 • Hajduk Hamburg • Hajduk Kassel                                                              |
| | |
| Rumunjska | Nogometna reprezentacija Hrvata iz Rumunjske |
| | |
| Švedska | Croatia Göteborg • Croatia (Malmö) • Croatia Stockholm • Croatia (Helsingborg) • Slätta Damm/Hajduk • Velebit • Marjan • Mladost • Matija Gubec • Croatia Varnamo • Tomislav Borås |
| | |
| Švicarska | Adria • Alkar • Ban • Bugojno Zug 94 • Croatia Appenzel • Croatia 92 Chur • Croatia Solothurn • Croatia Uzwil • Croatia Zürich • Dinamo Rheinfelden • Dinamo Schaffhausen • Donat • Gorica Zadar • Hajduk • Jadran • Lašvanska Dolina • Marjan • Mladost • Pajde Möhlin • Posavina Basel • Posavina Bern • Posavina Minusio • Rohr • Slavonija • Srednja Bosna • Tomislavgrad • Torcida • Usora • Vaganac • Vitez • Zagreb Arbon • Zagreb Biel • Zrinski |
| | |
| Zajednica hrvatskih klubova u Njemačkoj • Udruga hrvatskih klubova u Švicarskoj • Reprezentacija gradišćanskih Hrvata • Hrvatska nogometna liga Beč | |

| Europa | Europa |
| --- | --- |
| | |
| Austrija | Tomislavgrad • Busovača • Čelik • Domagoj • Hajduk • Herceg-Bosna • Hrvatski Dom Linz • Lašva • Lašvanska dolina • Plehan • Posavina Baden • Posavina Beč • Raščica • Ravne Brčko |
| | |
| Belgija | NK Kroacia Antwerpen |
| | |
| Francuska | AS Croatia Villefranche |
| | |
| Italija | US Calcio Montemitro • ASD Isola Croata del Molise |
| | |
| Norveška | NK Croatia Oslo |
| | |
| Njemačka | Cro Sokoli • Croatia Berlin • Croatia Bonn • Croatia Essen • Croatia Freiburg • Croatia Gaggenau • Croatia '95 Mainz • Croatia Nürnberg • Croatia 1999 Ratingen • Croatia Reutlingen • Croatia Singen • Marsonia • Posavina • Zagreb • KuSV Zrinski • Bugojno • Croatia Sindelfingen • Croatia-Zagreb • Croatia Bietigheim • Croatia Göttingen • Zagreb 75 • Hajduk Hamburg • Hajduk Kassel                                                              |
| | |
| Rumunjska | Nogometna reprezentacija Hrvata iz Rumunjske |
| | |
| Švedska | Croatia Göteborg • Croatia (Malmö) • Croatia Stockholm • Croatia (Helsingborg) • Slätta Damm/Hajduk • Velebit • Marjan • Mladost • Matija Gubec • Croatia Varnamo • Tomislav Borås |
| | |
| Švicarska | Adria • Alkar • Ban • Bugojno Zug 94 • Croatia Appenzel • Croatia 92 Chur • Croatia Solothurn • Croatia Uzwil • Croatia Zürich • Dinamo Rheinfelden • Dinamo Schaffhausen • Donat • Gorica Zadar • Hajduk • Jadran • Lašvanska Dolina • Marjan • Mladost • Pajde Möhlin • Posavina Basel • Posavina Bern • Posavina Minusio • Rohr • Slavonija • Srednja Bosna • Tomislavgrad • Torcida • Usora • Vaganac • Vitez • Zagreb Arbon • Zagreb Biel • Zrinski |
| | |
| Zajednica hrvatskih klubova u Njemačkoj • Udruga hrvatskih klubova u Švicarskoj • Reprezentacija gradišćanskih Hrvata • Hrvatska nogometna liga Beč | |

| Australija i Oceanija                                                                      | Australija i Oceanija |
| ------------------------------------------------------------------------------------------ | --- |
|                                                                                            | |
| Australija                                                                                 | Canberra FC • O'Connor Knights • Sydney Utd. • Hurstville • Luddenham Utd. • South Coast Utd. • Newcastle Jets • Edensor Park • Ljubuski FC • Werrington Croatia • Rocklea Utd. • Gold Coast Knights • Adelaide Raiders • Whyalla Croatia • Adelaide Croatia • Mt Gambier Croatia • Glenorchy Knights • Prospect Knights • Melbourne Knights • St Albans Saints • North Geelong Warriors • Chelsea Hajduk • Strathmore Split • Melbourne Tornado • Irymple Knights • Morwell Dinamo • Gospic Bears • St Albans Vukovar • Mostar Saints • HASK Melbourne • Wendesday Knights • Western Knights • Fremantle Croatia • Gwelup Croatia • Port Hedland Croatia |
|                                                                                            | |
| Novi Zeland                                                                                | Central United Auckland • Auckland City |
|                                                                                            | |
| Hrvatski nogometni savez Australije i Novog Zelanda • Australsko-hrvatski nogometni turnir | |

| Australija i Oceanija                                                                      | Australija i Oceanija |
| ------------------------------------------------------------------------------------------ | --- |
|                                                                                            | |
| Australija                                                                                 | Canberra FC • O'Connor Knights • Sydney Utd. • Hurstville • Luddenham Utd. • South Coast Utd. • Newcastle Jets • Edensor Park • Ljubuski FC • Werrington Croatia • Rocklea Utd. • Gold Coast Knights • Adelaide Raiders • Whyalla Croatia • Adelaide Croatia • Mt Gambier Croatia • Glenorchy Knights • Prospect Knights • Melbourne Knights • St Albans Saints • North Geelong Warriors • Chelsea Hajduk • Strathmore Split • Melbourne Tornado • Irymple Knights • Morwell Dinamo • Gospic Bears • St Albans Vukovar • Mostar Saints • HASK Melbourne • Wendesday Knights • Western Knights • Fremantle Croatia • Gwelup Croatia • Port Hedland Croatia |
|                                                                                            | |
| Novi Zeland                                                                                | Central United Auckland • Auckland City |
|                                                                                            | |
| Hrvatski nogometni savez Australije i Novog Zelanda • Australsko-hrvatski nogometni turnir | |

| Sjeverna Amerika                                                                                       | Sjeverna Amerika |
| --- | --- |
| | |
| Kanada                                                                                                 | Adria Sudbury • London Croatia • NK Croatia Montreal • Croatia Norval • Croatia Toronto • Sault St. Marie Croatia • Croatia Windsor • Dalmacija Streetsville • Edmonton Croatia SC • Hamilton Croatia • Hrvat Kitchener • Hrvat Oakville • Hrvat St. Catharines • NK Hrvatski vitez Oakville • Jadran Ottawa • Karlovac-Velebit Milton • Livno Oakville • NK Maksimir Vancouver • Zagreb Toronto • Winnipeg Croatia SC |
| | |
| SAD | Croat San Pedro • Croatia Cleveland • Croatia Detroit • Croatia New York • Croatian Eagles • Dragovoljac • Hrvat Chicago • RWB Adria • New York Polet • Zrinski |
| | |
| Hrvatski nacionalni nogometni savez Kanade i SAD-a • Hrvatski nacionalni nogometni turnir SAD i Kanade | |

| Sjeverna Amerika                                                                                       | Sjeverna Amerika |
| --- | --- |
| | |
| Kanada                                                                                                 | Adria Sudbury • London Croatia • NK Croatia Montreal • Croatia Norval • Croatia Toronto • Sault St. Marie Croatia • Croatia Windsor • Dalmacija Streetsville • Edmonton Croatia SC • Hamilton Croatia • Hrvat Kitchener • Hrvat Oakville • Hrvat St. Catharines • NK Hrvatski vitez Oakville • Jadran Ottawa • Karlovac-Velebit Milton • Livno Oakville • NK Maksimir Vancouver • Zagreb Toronto • Winnipeg Croatia SC |
| | |
| SAD | Croat San Pedro • Croatia Cleveland • Croatia Detroit • Croatia New York • Croatian Eagles • Dragovoljac • Hrvat Chicago • RWB Adria • New York Polet • Zrinski |
| | |
| Hrvatski nacionalni nogometni savez Kanade i SAD-a • Hrvatski nacionalni nogometni turnir SAD i Kanade | |

| Južna Amerika | Južna Amerika               |
| ------------- | --------------------------- |
|               |                             |
| Argentina     | HŠK Deportivo Croata        |
|               |                             |
| Čile          | Club Deportivo Sokol Croata |

| Južna Amerika | Južna Amerika               |
| ------------- | --------------------------- |
|               |                             |
| Argentina     | HŠK Deportivo Croata        |
|               |                             |
| Čile          | Club Deportivo Sokol Croata |

| Europa | Europa |
| --- | --- |
| | |
| Austrija | Tomislavgrad • Busovača • Čelik • Domagoj • Hajduk • Herceg-Bosna • Hrvatski Dom Linz • Lašva • Lašvanska dolina • Plehan • Posavina Baden • Posavina Beč • Raščica • Ravne Brčko |
| | |
| Belgija | NK Kroacia Antwerpen |
| | |
| Francuska | AS Croatia Villefranche |
| | |
| Italija | US Calcio Montemitro • ASD Isola Croata del Molise |
| | |
| Norveška | NK Croatia Oslo |
| | |
| Njemačka | Cro Sokoli • Croatia Berlin • Croatia Bonn • Croatia Essen • Croatia Freiburg • Croatia Gaggenau • Croatia '95 Mainz • Croatia Nürnberg • Croatia 1999 Ratingen • Croatia Reutlingen • Croatia Singen • Marsonia • Posavina • Zagreb • KuSV Zrinski • Bugojno • Croatia Sindelfingen • Croatia-Zagreb • Croatia Bietigheim • Croatia Göttingen • Zagreb 75 • Hajduk Hamburg • Hajduk Kassel                                                              |
| | |
| Rumunjska | Nogometna reprezentacija Hrvata iz Rumunjske |
| | |
| Švedska | Croatia Göteborg • Croatia (Malmö) • Croatia Stockholm • Croatia (Helsingborg) • Slätta Damm/Hajduk • Velebit • Marjan • Mladost • Matija Gubec • Croatia Varnamo • Tomislav Borås |
| | |
| Švicarska | Adria • Alkar • Ban • Bugojno Zug 94 • Croatia Appenzel • Croatia 92 Chur • Croatia Solothurn • Croatia Uzwil • Croatia Zürich • Dinamo Rheinfelden • Dinamo Schaffhausen • Donat • Gorica Zadar • Hajduk • Jadran • Lašvanska Dolina • Marjan • Mladost • Pajde Möhlin • Posavina Basel • Posavina Bern • Posavina Minusio • Rohr • Slavonija • Srednja Bosna • Tomislavgrad • Torcida • Usora • Vaganac • Vitez • Zagreb Arbon • Zagreb Biel • Zrinski |
| | |
| Zajednica hrvatskih klubova u Njemačkoj • Udruga hrvatskih klubova u Švicarskoj • Reprezentacija gradišćanskih Hrvata • Hrvatska nogometna liga Beč | |

| Europa | Europa |
| --- | --- |
| | |
| Austrija | Tomislavgrad • Busovača • Čelik • Domagoj • Hajduk • Herceg-Bosna • Hrvatski Dom Linz • Lašva • Lašvanska dolina • Plehan • Posavina Baden • Posavina Beč • Raščica • Ravne Brčko |
| | |
| Belgija | NK Kroacia Antwerpen |
| | |
| Francuska | AS Croatia Villefranche |
| | |
| Italija | US Calcio Montemitro • ASD Isola Croata del Molise |
| | |
| Norveška | NK Croatia Oslo |
| | |
| Njemačka | Cro Sokoli • Croatia Berlin • Croatia Bonn • Croatia Essen • Croatia Freiburg • Croatia Gaggenau • Croatia '95 Mainz • Croatia Nürnberg • Croatia 1999 Ratingen • Croatia Reutlingen • Croatia Singen • Marsonia • Posavina • Zagreb • KuSV Zrinski • Bugojno • Croatia Sindelfingen • Croatia-Zagreb • Croatia Bietigheim • Croatia Göttingen • Zagreb 75 • Hajduk Hamburg • Hajduk Kassel                                                              |
| | |
| Rumunjska | Nogometna reprezentacija Hrvata iz Rumunjske |
| | |
| Švedska | Croatia Göteborg • Croatia (Malmö) • Croatia Stockholm • Croatia (Helsingborg) • Slätta Damm/Hajduk • Velebit • Marjan • Mladost • Matija Gubec • Croatia Varnamo • Tomislav Borås |
| | |
| Švicarska | Adria • Alkar • Ban • Bugojno Zug 94 • Croatia Appenzel • Croatia 92 Chur • Croatia Solothurn • Croatia Uzwil • Croatia Zürich • Dinamo Rheinfelden • Dinamo Schaffhausen • Donat • Gorica Zadar • Hajduk • Jadran • Lašvanska Dolina • Marjan • Mladost • Pajde Möhlin • Posavina Basel • Posavina Bern • Posavina Minusio • Rohr • Slavonija • Srednja Bosna • Tomislavgrad • Torcida • Usora • Vaganac • Vitez • Zagreb Arbon • Zagreb Biel • Zrinski |
| | |
| Zajednica hrvatskih klubova u Njemačkoj • Udruga hrvatskih klubova u Švicarskoj • Reprezentacija gradišćanskih Hrvata • Hrvatska nogometna liga Beč | |

| Australija i Oceanija                                                                      | Australija i Oceanija |
| ------------------------------------------------------------------------------------------ | --- |
|                                                                                            | |
| Australija                                                                                 | Canberra FC • O'Connor Knights • Sydney Utd. • Hurstville • Luddenham Utd. • South Coast Utd. • Newcastle Jets • Edensor Park • Ljubuski FC • Werrington Croatia • Rocklea Utd. • Gold Coast Knights • Adelaide Raiders • Whyalla Croatia • Adelaide Croatia • Mt Gambier Croatia • Glenorchy Knights • Prospect Knights • Melbourne Knights • St Albans Saints • North Geelong Warriors • Chelsea Hajduk • Strathmore Split • Melbourne Tornado • Irymple Knights • Morwell Dinamo • Gospic Bears • St Albans Vukovar • Mostar Saints • HASK Melbourne • Wendesday Knights • Western Knights • Fremantle Croatia • Gwelup Croatia • Port Hedland Croatia |
|                                                                                            | |
| Novi Zeland                                                                                | Central United Auckland • Auckland City |
|                                                                                            | |
| Hrvatski nogometni savez Australije i Novog Zelanda • Australsko-hrvatski nogometni turnir | |

| Australija i Oceanija                                                                      | Australija i Oceanija |
| ------------------------------------------------------------------------------------------ | --- |
|                                                                                            | |
| Australija                                                                                 | Canberra FC • O'Connor Knights • Sydney Utd. • Hurstville • Luddenham Utd. • South Coast Utd. • Newcastle Jets • Edensor Park • Ljubuski FC • Werrington Croatia • Rocklea Utd. • Gold Coast Knights • Adelaide Raiders • Whyalla Croatia • Adelaide Croatia • Mt Gambier Croatia • Glenorchy Knights • Prospect Knights • Melbourne Knights • St Albans Saints • North Geelong Warriors • Chelsea Hajduk • Strathmore Split • Melbourne Tornado • Irymple Knights • Morwell Dinamo • Gospic Bears • St Albans Vukovar • Mostar Saints • HASK Melbourne • Wendesday Knights • Western Knights • Fremantle Croatia • Gwelup Croatia • Port Hedland Croatia |
|                                                                                            | |
| Novi Zeland                                                                                | Central United Auckland • Auckland City |
|                                                                                            | |
| Hrvatski nogometni savez Australije i Novog Zelanda • Australsko-hrvatski nogometni turnir | |

| Sjeverna Amerika                                                                                       | Sjeverna Amerika |
| --- | --- |
| | |
| Kanada                                                                                                 | Adria Sudbury • London Croatia • NK Croatia Montreal • Croatia Norval • Croatia Toronto • Sault St. Marie Croatia • Croatia Windsor • Dalmacija Streetsville • Edmonton Croatia SC • Hamilton Croatia • Hrvat Kitchener • Hrvat Oakville • Hrvat St. Catharines • NK Hrvatski vitez Oakville • Jadran Ottawa • Karlovac-Velebit Milton • Livno Oakville • NK Maksimir Vancouver • Zagreb Toronto • Winnipeg Croatia SC |
| | |
| SAD | Croat San Pedro • Croatia Cleveland • Croatia Detroit • Croatia New York • Croatian Eagles • Dragovoljac • Hrvat Chicago • RWB Adria • New York Polet • Zrinski |
| | |
| Hrvatski nacionalni nogometni savez Kanade i SAD-a • Hrvatski nacionalni nogometni turnir SAD i Kanade | |

| Sjeverna Amerika                                                                                       | Sjeverna Amerika |
| --- | --- |
| | |
| Kanada                                                                                                 | Adria Sudbury • London Croatia • NK Croatia Montreal • Croatia Norval • Croatia Toronto • Sault St. Marie Croatia • Croatia Windsor • Dalmacija Streetsville • Edmonton Croatia SC • Hamilton Croatia • Hrvat Kitchener • Hrvat Oakville • Hrvat St. Catharines • NK Hrvatski vitez Oakville • Jadran Ottawa • Karlovac-Velebit Milton • Livno Oakville • NK Maksimir Vancouver • Zagreb Toronto • Winnipeg Croatia SC |
| | |
| SAD | Croat San Pedro • Croatia Cleveland • Croatia Detroit • Croatia New York • Croatian Eagles • Dragovoljac • Hrvat Chicago • RWB Adria • New York Polet • Zrinski |
| | |
| Hrvatski nacionalni nogometni savez Kanade i SAD-a • Hrvatski nacionalni nogometni turnir SAD i Kanade | |

| Južna Amerika | Južna Amerika               |
| ------------- | --------------------------- |
|               |                             |
| Argentina     | HŠK Deportivo Croata        |
|               |                             |
| Čile          | Club Deportivo Sokol Croata |

| Južna Amerika | Južna Amerika               |
| ------------- | --------------------------- |
|               |                             |
| Argentina     | HŠK Deportivo Croata        |
|               |                             |
| Čile          | Club Deportivo Sokol Croata |

| Europa | Europa |
| --- | --- |
| | |
| Austrija | Tomislavgrad • Busovača • Čelik • Domagoj • Hajduk • Herceg-Bosna • Hrvatski Dom Linz • Lašva • Lašvanska dolina • Plehan • Posavina Baden • Posavina Beč • Raščica • Ravne Brčko |
| | |
| Belgija | NK Kroacia Antwerpen |
| | |
| Francuska | AS Croatia Villefranche |
| | |
| Italija | US Calcio Montemitro • ASD Isola Croata del Molise |
| | |
| Norveška | NK Croatia Oslo |
| | |
| Njemačka | Cro Sokoli • Croatia Berlin • Croatia Bonn • Croatia Essen • Croatia Freiburg • Croatia Gaggenau • Croatia '95 Mainz • Croatia Nürnberg • Croatia 1999 Ratingen • Croatia Reutlingen • Croatia Singen • Marsonia • Posavina • Zagreb • KuSV Zrinski • Bugojno • Croatia Sindelfingen • Croatia-Zagreb • Croatia Bietigheim • Croatia Göttingen • Zagreb 75 • Hajduk Hamburg • Hajduk Kassel                                                              |
| | |
| Rumunjska | Nogometna reprezentacija Hrvata iz Rumunjske |
| | |
| Švedska | Croatia Göteborg • Croatia (Malmö) • Croatia Stockholm • Croatia (Helsingborg) • Slätta Damm/Hajduk • Velebit • Marjan • Mladost • Matija Gubec • Croatia Varnamo • Tomislav Borås |
| | |
| Švicarska | Adria • Alkar • Ban • Bugojno Zug 94 • Croatia Appenzel • Croatia 92 Chur • Croatia Solothurn • Croatia Uzwil • Croatia Zürich • Dinamo Rheinfelden • Dinamo Schaffhausen • Donat • Gorica Zadar • Hajduk • Jadran • Lašvanska Dolina • Marjan • Mladost • Pajde Möhlin • Posavina Basel • Posavina Bern • Posavina Minusio • Rohr • Slavonija • Srednja Bosna • Tomislavgrad • Torcida • Usora • Vaganac • Vitez • Zagreb Arbon • Zagreb Biel • Zrinski |
| | |
| Zajednica hrvatskih klubova u Njemačkoj • Udruga hrvatskih klubova u Švicarskoj • Reprezentacija gradišćanskih Hrvata • Hrvatska nogometna liga Beč | |

| Europa | Europa |
| --- | --- |
| | |
| Austrija | Tomislavgrad • Busovača • Čelik • Domagoj • Hajduk • Herceg-Bosna • Hrvatski Dom Linz • Lašva • Lašvanska dolina • Plehan • Posavina Baden • Posavina Beč • Raščica • Ravne Brčko |
| | |
| Belgija | NK Kroacia Antwerpen |
| | |
| Francuska | AS Croatia Villefranche |
| | |
| Italija | US Calcio Montemitro • ASD Isola Croata del Molise |
| | |
| Norveška | NK Croatia Oslo |
| | |
| Njemačka | Cro Sokoli • Croatia Berlin • Croatia Bonn • Croatia Essen • Croatia Freiburg • Croatia Gaggenau • Croatia '95 Mainz • Croatia Nürnberg • Croatia 1999 Ratingen • Croatia Reutlingen • Croatia Singen • Marsonia • Posavina • Zagreb • KuSV Zrinski • Bugojno • Croatia Sindelfingen • Croatia-Zagreb • Croatia Bietigheim • Croatia Göttingen • Zagreb 75 • Hajduk Hamburg • Hajduk Kassel                                                              |
| | |
| Rumunjska | Nogometna reprezentacija Hrvata iz Rumunjske |
| | |
| Švedska | Croatia Göteborg • Croatia (Malmö) • Croatia Stockholm • Croatia (Helsingborg) • Slätta Damm/Hajduk • Velebit • Marjan • Mladost • Matija Gubec • Croatia Varnamo • Tomislav Borås |
| | |
| Švicarska | Adria • Alkar • Ban • Bugojno Zug 94 • Croatia Appenzel • Croatia 92 Chur • Croatia Solothurn • Croatia Uzwil • Croatia Zürich • Dinamo Rheinfelden • Dinamo Schaffhausen • Donat • Gorica Zadar • Hajduk • Jadran • Lašvanska Dolina • Marjan • Mladost • Pajde Möhlin • Posavina Basel • Posavina Bern • Posavina Minusio • Rohr • Slavonija • Srednja Bosna • Tomislavgrad • Torcida • Usora • Vaganac • Vitez • Zagreb Arbon • Zagreb Biel • Zrinski |
| | |
| Zajednica hrvatskih klubova u Njemačkoj • Udruga hrvatskih klubova u Švicarskoj • Reprezentacija gradišćanskih Hrvata • Hrvatska nogometna liga Beč | |

| Australija i Oceanija                                                                      | Australija i Oceanija |
| ------------------------------------------------------------------------------------------ | --- |
|                                                                                            | |
| Australija                                                                                 | Canberra FC • O'Connor Knights • Sydney Utd. • Hurstville • Luddenham Utd. • South Coast Utd. • Newcastle Jets • Edensor Park • Ljubuski FC • Werrington Croatia • Rocklea Utd. • Gold Coast Knights • Adelaide Raiders • Whyalla Croatia • Adelaide Croatia • Mt Gambier Croatia • Glenorchy Knights • Prospect Knights • Melbourne Knights • St Albans Saints • North Geelong Warriors • Chelsea Hajduk • Strathmore Split • Melbourne Tornado • Irymple Knights • Morwell Dinamo • Gospic Bears • St Albans Vukovar • Mostar Saints • HASK Melbourne • Wendesday Knights • Western Knights • Fremantle Croatia • Gwelup Croatia • Port Hedland Croatia |
|                                                                                            | |
| Novi Zeland                                                                                | Central United Auckland • Auckland City |
|                                                                                            | |
| Hrvatski nogometni savez Australije i Novog Zelanda • Australsko-hrvatski nogometni turnir | |

| Australija i Oceanija                                                                      | Australija i Oceanija |
| ------------------------------------------------------------------------------------------ | --- |
|                                                                                            | |
| Australija                                                                                 | Canberra FC • O'Connor Knights • Sydney Utd. • Hurstville • Luddenham Utd. • South Coast Utd. • Newcastle Jets • Edensor Park • Ljubuski FC • Werrington Croatia • Rocklea Utd. • Gold Coast Knights • Adelaide Raiders • Whyalla Croatia • Adelaide Croatia • Mt Gambier Croatia • Glenorchy Knights • Prospect Knights • Melbourne Knights • St Albans Saints • North Geelong Warriors • Chelsea Hajduk • Strathmore Split • Melbourne Tornado • Irymple Knights • Morwell Dinamo • Gospic Bears • St Albans Vukovar • Mostar Saints • HASK Melbourne • Wendesday Knights • Western Knights • Fremantle Croatia • Gwelup Croatia • Port Hedland Croatia |
|                                                                                            | |
| Novi Zeland                                                                                | Central United Auckland • Auckland City |
|                                                                                            | |
| Hrvatski nogometni savez Australije i Novog Zelanda • Australsko-hrvatski nogometni turnir | |

| Sjeverna Amerika                                                                                       | Sjeverna Amerika |
| --- | --- |
| | |
| Kanada                                                                                                 | Adria Sudbury • London Croatia • NK Croatia Montreal • Croatia Norval • Croatia Toronto • Sault St. Marie Croatia • Croatia Windsor • Dalmacija Streetsville • Edmonton Croatia SC • Hamilton Croatia • Hrvat Kitchener • Hrvat Oakville • Hrvat St. Catharines • NK Hrvatski vitez Oakville • Jadran Ottawa • Karlovac-Velebit Milton • Livno Oakville • NK Maksimir Vancouver • Zagreb Toronto • Winnipeg Croatia SC |
| | |
| SAD | Croat San Pedro • Croatia Cleveland • Croatia Detroit • Croatia New York • Croatian Eagles • Dragovoljac • Hrvat Chicago • RWB Adria • New York Polet • Zrinski |
| | |
| Hrvatski nacionalni nogometni savez Kanade i SAD-a • Hrvatski nacionalni nogometni turnir SAD i Kanade | |

| Sjeverna Amerika                                                                                       | Sjeverna Amerika |
| --- | --- |
| | |
| Kanada                                                                                                 | Adria Sudbury • London Croatia • NK Croatia Montreal • Croatia Norval • Croatia Toronto • Sault St. Marie Croatia • Croatia Windsor • Dalmacija Streetsville • Edmonton Croatia SC • Hamilton Croatia • Hrvat Kitchener • Hrvat Oakville • Hrvat St. Catharines • NK Hrvatski vitez Oakville • Jadran Ottawa • Karlovac-Velebit Milton • Livno Oakville • NK Maksimir Vancouver • Zagreb Toronto • Winnipeg Croatia SC |
| | |
| SAD | Croat San Pedro • Croatia Cleveland • Croatia Detroit • Croatia New York • Croatian Eagles • Dragovoljac • Hrvat Chicago • RWB Adria • New York Polet • Zrinski |
| | |
| Hrvatski nacionalni nogometni savez Kanade i SAD-a • Hrvatski nacionalni nogometni turnir SAD i Kanade | |

| Južna Amerika | Južna Amerika               |
| ------------- | --------------------------- |
|               |                             |
| Argentina     | HŠK Deportivo Croata        |
|               |                             |
| Čile          | Club Deportivo Sokol Croata |

| Južna Amerika | Južna Amerika               |
| ------------- | --------------------------- |
|               |                             |
| Argentina     | HŠK Deportivo Croata        |
|               |                             |
| Čile          | Club Deportivo Sokol Croata |

| Europa | Europa |
| --- | --- |
| | |
| Austrija | Tomislavgrad • Busovača • Čelik • Domagoj • Hajduk • Herceg-Bosna • Hrvatski Dom Linz • Lašva • Lašvanska dolina • Plehan • Posavina Baden • Posavina Beč • Raščica • Ravne Brčko |
| | |
| Belgija | NK Kroacia Antwerpen |
| | |
| Francuska | AS Croatia Villefranche |
| | |
| Italija | US Calcio Montemitro • ASD Isola Croata del Molise |
| | |
| Norveška | NK Croatia Oslo |
| | |
| Njemačka | Cro Sokoli • Croatia Berlin • Croatia Bonn • Croatia Essen • Croatia Freiburg • Croatia Gaggenau • Croatia '95 Mainz • Croatia Nürnberg • Croatia 1999 Ratingen • Croatia Reutlingen • Croatia Singen • Marsonia • Posavina • Zagreb • KuSV Zrinski • Bugojno • Croatia Sindelfingen • Croatia-Zagreb • Croatia Bietigheim • Croatia Göttingen • Zagreb 75 • Hajduk Hamburg • Hajduk Kassel                                                              |
| | |
| Rumunjska | Nogometna reprezentacija Hrvata iz Rumunjske |
| | |
| Švedska | Croatia Göteborg • Croatia (Malmö) • Croatia Stockholm • Croatia (Helsingborg) • Slätta Damm/Hajduk • Velebit • Marjan • Mladost • Matija Gubec • Croatia Varnamo • Tomislav Borås |
| | |
| Švicarska | Adria • Alkar • Ban • Bugojno Zug 94 • Croatia Appenzel • Croatia 92 Chur • Croatia Solothurn • Croatia Uzwil • Croatia Zürich • Dinamo Rheinfelden • Dinamo Schaffhausen • Donat • Gorica Zadar • Hajduk • Jadran • Lašvanska Dolina • Marjan • Mladost • Pajde Möhlin • Posavina Basel • Posavina Bern • Posavina Minusio • Rohr • Slavonija • Srednja Bosna • Tomislavgrad • Torcida • Usora • Vaganac • Vitez • Zagreb Arbon • Zagreb Biel • Zrinski |
| | |
| Zajednica hrvatskih klubova u Njemačkoj • Udruga hrvatskih klubova u Švicarskoj • Reprezentacija gradišćanskih Hrvata • Hrvatska nogometna liga Beč | |

| Europa | Europa |
| --- | --- |
| | |
| Austrija | Tomislavgrad • Busovača • Čelik • Domagoj • Hajduk • Herceg-Bosna • Hrvatski Dom Linz • Lašva • Lašvanska dolina • Plehan • Posavina Baden • Posavina Beč • Raščica • Ravne Brčko |
| | |
| Belgija | NK Kroacia Antwerpen |
| | |
| Francuska | AS Croatia Villefranche |
| | |
| Italija | US Calcio Montemitro • ASD Isola Croata del Molise |
| | |
| Norveška | NK Croatia Oslo |
| | |
| Njemačka | Cro Sokoli • Croatia Berlin • Croatia Bonn • Croatia Essen • Croatia Freiburg • Croatia Gaggenau • Croatia '95 Mainz • Croatia Nürnberg • Croatia 1999 Ratingen • Croatia Reutlingen • Croatia Singen • Marsonia • Posavina • Zagreb • KuSV Zrinski • Bugojno • Croatia Sindelfingen • Croatia-Zagreb • Croatia Bietigheim • Croatia Göttingen • Zagreb 75 • Hajduk Hamburg • Hajduk Kassel                                                              |
| | |
| Rumunjska | Nogometna reprezentacija Hrvata iz Rumunjske |
| | |
| Švedska | Croatia Göteborg • Croatia (Malmö) • Croatia Stockholm • Croatia (Helsingborg) • Slätta Damm/Hajduk • Velebit • Marjan • Mladost • Matija Gubec • Croatia Varnamo • Tomislav Borås |
| | |
| Švicarska | Adria • Alkar • Ban • Bugojno Zug 94 • Croatia Appenzel • Croatia 92 Chur • Croatia Solothurn • Croatia Uzwil • Croatia Zürich • Dinamo Rheinfelden • Dinamo Schaffhausen • Donat • Gorica Zadar • Hajduk • Jadran • Lašvanska Dolina • Marjan • Mladost • Pajde Möhlin • Posavina Basel • Posavina Bern • Posavina Minusio • Rohr • Slavonija • Srednja Bosna • Tomislavgrad • Torcida • Usora • Vaganac • Vitez • Zagreb Arbon • Zagreb Biel • Zrinski |
| | |
| Zajednica hrvatskih klubova u Njemačkoj • Udruga hrvatskih klubova u Švicarskoj • Reprezentacija gradišćanskih Hrvata • Hrvatska nogometna liga Beč | |

| Australija i Oceanija                                                                      | Australija i Oceanija |
| ------------------------------------------------------------------------------------------ | --- |
|                                                                                            | |
| Australija                                                                                 | Canberra FC • O'Connor Knights • Sydney Utd. • Hurstville • Luddenham Utd. • South Coast Utd. • Newcastle Jets • Edensor Park • Ljubuski FC • Werrington Croatia • Rocklea Utd. • Gold Coast Knights • Adelaide Raiders • Whyalla Croatia • Adelaide Croatia • Mt Gambier Croatia • Glenorchy Knights • Prospect Knights • Melbourne Knights • St Albans Saints • North Geelong Warriors • Chelsea Hajduk • Strathmore Split • Melbourne Tornado • Irymple Knights • Morwell Dinamo • Gospic Bears • St Albans Vukovar • Mostar Saints • HASK Melbourne • Wendesday Knights • Western Knights • Fremantle Croatia • Gwelup Croatia • Port Hedland Croatia |
|                                                                                            | |
| Novi Zeland                                                                                | Central United Auckland • Auckland City |
|                                                                                            | |
| Hrvatski nogometni savez Australije i Novog Zelanda • Australsko-hrvatski nogometni turnir | |

| Australija i Oceanija                                                                      | Australija i Oceanija |
| ------------------------------------------------------------------------------------------ | --- |
|                                                                                            | |
| Australija                                                                                 | Canberra FC • O'Connor Knights • Sydney Utd. • Hurstville • Luddenham Utd. • South Coast Utd. • Newcastle Jets • Edensor Park • Ljubuski FC • Werrington Croatia • Rocklea Utd. • Gold Coast Knights • Adelaide Raiders • Whyalla Croatia • Adelaide Croatia • Mt Gambier Croatia • Glenorchy Knights • Prospect Knights • Melbourne Knights • St Albans Saints • North Geelong Warriors • Chelsea Hajduk • Strathmore Split • Melbourne Tornado • Irymple Knights • Morwell Dinamo • Gospic Bears • St Albans Vukovar • Mostar Saints • HASK Melbourne • Wendesday Knights • Western Knights • Fremantle Croatia • Gwelup Croatia • Port Hedland Croatia |
|                                                                                            | |
| Novi Zeland                                                                                | Central United Auckland • Auckland City |
|                                                                                            | |
| Hrvatski nogometni savez Australije i Novog Zelanda • Australsko-hrvatski nogometni turnir | |

| Sjeverna Amerika                                                                                       | Sjeverna Amerika |
| --- | --- |
| | |
| Kanada                                                                                                 | Adria Sudbury • London Croatia • NK Croatia Montreal • Croatia Norval • Croatia Toronto • Sault St. Marie Croatia • Croatia Windsor • Dalmacija Streetsville • Edmonton Croatia SC • Hamilton Croatia • Hrvat Kitchener • Hrvat Oakville • Hrvat St. Catharines • NK Hrvatski vitez Oakville • Jadran Ottawa • Karlovac-Velebit Milton • Livno Oakville • NK Maksimir Vancouver • Zagreb Toronto • Winnipeg Croatia SC |
| | |
| SAD | Croat San Pedro • Croatia Cleveland • Croatia Detroit • Croatia New York • Croatian Eagles • Dragovoljac • Hrvat Chicago • RWB Adria • New York Polet • Zrinski |
| | |
| Hrvatski nacionalni nogometni savez Kanade i SAD-a • Hrvatski nacionalni nogometni turnir SAD i Kanade | |

| Sjeverna Amerika                                                                                       | Sjeverna Amerika |
| --- | --- |
| | |
| Kanada                                                                                                 | Adria Sudbury • London Croatia • NK Croatia Montreal • Croatia Norval • Croatia Toronto • Sault St. Marie Croatia • Croatia Windsor • Dalmacija Streetsville • Edmonton Croatia SC • Hamilton Croatia • Hrvat Kitchener • Hrvat Oakville • Hrvat St. Catharines • NK Hrvatski vitez Oakville • Jadran Ottawa • Karlovac-Velebit Milton • Livno Oakville • NK Maksimir Vancouver • Zagreb Toronto • Winnipeg Croatia SC |
| | |
| SAD | Croat San Pedro • Croatia Cleveland • Croatia Detroit • Croatia New York • Croatian Eagles • Dragovoljac • Hrvat Chicago • RWB Adria • New York Polet • Zrinski |
| | |
| Hrvatski nacionalni nogometni savez Kanade i SAD-a • Hrvatski nacionalni nogometni turnir SAD i Kanade | |

| Južna Amerika | Južna Amerika               |
| ------------- | --------------------------- |
|               |                             |
| Argentina     | HŠK Deportivo Croata        |
|               |                             |
| Čile          | Club Deportivo Sokol Croata |

| Južna Amerika | Južna Amerika               |
| ------------- | --------------------------- |
|               |                             |
| Argentina     | HŠK Deportivo Croata        |
|               |                             |
| Čile          | Club Deportivo Sokol Croata |